# سكولاستيكا
القديسة سكولاستيكا (حوالي 480 م - 10 فبراير 543 م) ولدت في نورتشا الواقعة في ولاية أومبريا في إيطاليا نحو عام 480 م لأبوين ثريين. كرست نفسها للعبادة والترهب منذ طفولتها مع أخيها التوأم القديس مبارك وتبعته في دير قاسينو حيث توفيت في عام 547 م.

## روابط خارجية
- Whatley، E. Gordon، Thompson، Anne B. and Upchurch، Robert K. "The Life of St. Scholastica: Introduction"، Saints Lives in Middle English Collections ، Medival Institute Publications، Kalamazoo، Michigan، 2004
- أدريان فون شباير، كتاب جميع القديسين: شولاستيكا، ص 347-349. سان فرانسيسكو: اغناطيوس برس، 2008.
- بتلر، ألبان. «القديس سكولاستيكا»، الأرواح أو الآباء والشهداء والقديسين الرئيسيين الآخرين ، المجلد. I، D. & J. Sadlier، & Company، 1864
- فولي OFM ، ليونارد، «القديس Scholastica»، سانت اليوم ، الفرنسيسكان وسائل الإعلام